# Киевская Псалтирь
Ки́евская Псалти́рь — пергаменная рукопись большого формата на 229 листах. Содержит псалмы Давида, а также десять хвалебных песен и молитв из других книг Библии. Текст написан литургическим уставом. Рукопись украшена миниатюрами на полях. Написана в 1397 году в Киеве.

## История
История Киевской Псалтири выясняется по владельческим и другим памятным записям, имеющимся в рукописи, а также по многочисленным, хотя не всегда достоверным известиям о ней в печатной литературе XIX — начала XX веков. Её история начинает прослеживаться с момента дарения в Никольскую церковь города Вильно Аврамом Езофовичем Глембицким, где она и хранилась постоянно на протяжении XVI—XVIII веков.
В 1827 году должность настоятеля виленской Никольской церкви получил М. К. Бобровский, который будучи профессором Священного Писания и герменевтики в Виленском университете, регулярно брал пергамент себе домой для изучения и хранения. С конца 20-х годов XIX века Киевская Псалтирь постоянно находилась на дому у М. К. Бобровского. После польского восстания 1831 года, Виленский университет по распоряжению царского правительства был закрыт, а М. К. Бобровскому предложено место настоятеля Шерешевского прихода в Пружанском уезде Гродненской губернии, он, выезжая из Вильно, не вернул рукопись Никольской церкви. Таким образом, М. К. Бобровский стал первым частным владельцем Киевской Псалтири.
Следующим владельцем был В. Трембицкий, который купил рукопись у М. К. Бобровского. Но полноправным хозяином стал только в 1848 году, после смерти М. К. Бобровского. Новый хозяин недолго ею владел и в 1861 году скончался сам. Далее история принадлежности Киевской Псалтири немного запутана и неопределённа. Предположительно наследники В. Трембицкого продали её. Но в 1874 году считалось, что она находится у графа А. С. Замойского (1800—1874). Ничего не известно об отношении А. С. Замойского к уникальной славянской рукописи, оказавшейся в его собрании, а равным образом и о том, при каких обстоятельствах совершилась передача Киевской Псалтири из варшавской библиотеки Замойских в собрание её нового владельца, князя П. П. Вяземского (1820—1888). Далее граф С. Д. Шереметьев (1844—1918) выкупил у Вяземского всё рукописное собрание (около 500 рукописей), которое он и преподнёс в дар Обществу любителей древней письменности в 1881 году.
Киевская Псалтирь поступила в ленинградскую Публичную библиотеку вместе со всем собранием Общества любителей древней письменности в 1932 году.
В 1963 году Киевская Псалтирь была реставрирована по образцу реставрации Остромирова Евангелия, производившейся несколькими годами раньше. Она была расшита на отдельные тетради, пергамент очищен от пыли, грязи и восковых пятен, покоробленные листы расправлены путём их увлажнения дистиллированной водой и выдерживания под прессом, небольшие утраченные части пергамента восполнены новыми фрагментами. Поскольку химические реактивы в процессе реставрации не применялись, чернила, которыми написан текст Псалтири, сохранили все оттенки, а краски миниатюр — прежнюю яркость и свежесть.
В настоящее время хранится в Российской национальной библиотеке в собрании рукописей Общества любителей древней письменности и искусства, без переплёта в виде отдельных тетрадей.